# Wyśnione miłości
Wyśnione miłości (fr. Les amours imaginaires) – kanadyjski film obyczajowy z 2010 roku w reżyserii Xaviera Dolana. Obraz miał premierę w sekcji Un Certain Regard na 63. MFF w Cannes.

## Fabuła
Marie i Francis po raz pierwszy spotkają Nicolasa na przyjęciu i oboje udają brak zainteresowania mężczyzną. Podczas kilku następnych tygodni cała trójka zaprzyjaźnia się ze sobą, spotykając regularnie, a nawet sypiając w jednym łóżku. Jednakże oczywiste jest, że zarówno Marie, jak i Francis widzą w Nicolasie chłopaka; Maria jest wyraźnie rozczarowana, gdy do wietnamskiej restauracji, w której miała spotkać się z Nicolasem sam na sam, przychodzi z przyjaciółmi Francis; Francis pożąda Nicolasa do tego stopnia, że masturbuje się z nosem wetkniętym w ubrania Nicolasa, tak by poczuć jego zapach. Oboje dają się zwieść swoim interpretacjom zachowań Nicolasa, takim jak jedzenie wiśni z dłoni Francisa i powiedzenie Marie, że ich kocha. Ich uczucia doprowadzają do rywalizacji między dwojgiem przyjaciół o miłość Nicolasa, czego przykładem jest prześciganie się w prezencie urodzinowym dla niego.
Punktem kulminacyjnym znajomości jest wspólny wyjazd trójki przyjaciół do domku letniskowego matki Nicolasa. Marie staje się zazdrosna, kiedy Nicolas karmi Francisa ptasim mleczkiem i idzie wcześniej spać. Następnego ranka kobieta budzi się samotnie i znów zauważa, że dwaj przyjaciele świetnie się ze sobą bawią. Postanawia wyjechać, ale Francis dogania ją, a gdy próbuje ją powstrzymać, wywiązuje się szarpanina. Nicolas, zdegustowany ich kłótnią, oznajmia, że wyjeżdża i daje im wybór: albo będą go kochać, albo muszą go zostawić. Po powrocie z wycieczki nie widują się ze sobą. Marie i Francis próbują skontaktować się z Nicolasem, zostawiają mu wiadomości na poczcie głosowej, a Marie wysyła mu list miłosny. Wreszcie Francis umawia się na spotkanie z Nicolasem, podczas którego wyznaje mu swoje uczucia i próbuje go pocałować. W odpowiedzi Nicolas pyta tylko: „Skąd przyszło Ci do głowy, że jestem gejem?”. Marie również zostaje odrzucona, gdy spotkawszy Nicolasa na ulicy daje mu do zrozumienia, co do niego czuje.
Film kończy się ponownym spotkaniem trójki bohaterów na jednym z przyjęć. Nicolas zauważa Marie i Francisa, podchodzi do nich oczekując ciepłego powitania, ale zostaje przez nich wyśmiany. W ostatniej scenie Marie i Francis dostrzegają na przyjęciu nowy obiekt pożądania, co sugeruje, że cała historia może się powtórzyć.

## Obsada
- Monia Chokri : Marie
- Xavier Dolan : Francis
- Niels Schneider : Nicolas
- Anne Dorval : Désirée, matka Nicolasa
- Perrette Souplex : fryzjerka
- Louis Garrel : chłopak na imprezie z ostatniej sceny

## Nagrody
Wygrane
- 2010: Prix Regards Jeune na 63. MFF w Cannes
- 2010: Sydney Film Prize na MFF w Sydney
- 2010: Prix Spécial du Jury na 25. Międzynarodowym Festiwalu Filmów Frankofońskich w Namurze

Nominacje
- 36. ceremonia wręczenia Cezarów: Cezar za najlepszy film zagraniczny
- 31. ceremonia wręczenia nagród Genie: Najlepszy film, Najlepszy reżyser, Najlepsza aktorka drugoplanowa (Anne-Élisabeth Bossé)